# San Giovanni della Pigna
San Giovanni della Pigna är en kyrkobyggnad i Rom, helgad åt den helige Johannes Döparen. Kyrkan är belägen vid Piazza della Pigna i Rione Pigna och tillhör församlingen Santa Maria in Aquiro.
Högaltarmålningen föreställande Johannes Döparen är utförd av Baldassare Croce.

## Diakonia
San Giovanni della Pigna är sedan år 1985 titeldiakonia.
Kardinaldiakoner
- Francis Arinze (1985–1996), pro hac vice titulus (1996–2005)
- Raffaele Farina (2007–)